# 人類学者・岬久美子の殺人鑑定
『人類学者・岬久美子の殺人鑑定』（じんるいがくしゃ・みさきくみこのさつじんかんてい）は、2010年から2019年までテレビ朝日系で放送されたテレビドラマシリーズ。全8回。主演は大塚寧々。
第5作までは（『土曜プライム』の一企画扱いに降格前の）『土曜ワイド劇場』にて、第6作は『土曜プライム・土曜ワイド劇場』で、第7作は『日曜ワイド』で、第8作は『木曜ミステリースペシャル』でそれぞれ放送された。
大塚は、『土曜ワイド劇場』でこの作品が初主演となった。

## 登場人物

### 城徳大学法人類学研究室
岬久美子
演 - 大塚寧々
准教授。人骨を専門に研究している人類学者。夫も人類学者であり、中国へ単身赴任して北京原人の発掘調査活動を続けている。夫の活動費は大学からの研究費だけでは足りず、その出費を補填するため、妻の久美子が、警察からの捜査協力を受けて遺骨の鑑定を行っている。
第3作では、城徳大学の柔道部顧問に就任している。
遠藤亜由美
演 - 朝倉えりか
久美子の助手。
葉山梨香
演 - 和季明日香（第1作 - 第4作・第6作・第8作）
久美子の助手。

### 警視庁捜査一課 加治川班
二階堂達也
演 - 戸次重幸（第7作・第8作）
刑事で加治川の部下。久美子とは幼馴染で、「達ちゃん」と呼ばれている。久美子にはひそかに対抗心を燃やしており、何かと反発する態度を取るが、徐々にその仕事ぶりを認めるようになる。一人息子（信也）を持つシングルファザーでもある。妻はある日突然何も言わずに家を出て行った。
守屋直樹
演 - 渋江譲二
経歴：警視庁現場資料班（第1作 - 第6作）
→ 警視庁捜査一課 加治川班（第7作）
警視庁捜査一課現場資料班 刑事で加治川の後輩。初めの頃は少しやる気のなさが見られたものの、久美子との出会いを通し、現場資料班刑事としての果たすべき責任を自覚していく。
第7作では捜査一課・加治川班の一員となる。
飯塚洋
演 - 寿大聡（第5作 - 第8作）
警視庁捜査一課 刑事。第7作から加治川班所属。
住吉一郎
演 - 住吉晃典（第6作 - 第8作）
警視庁捜査一課 刑事。第7作から加治川班所属。
加治川法雄
演 - 渡辺いっけい
経歴：警視庁現場資料班（第1作 - 第6作）
→ 警視庁捜査一課 加治川班 班長（第7作）
警視庁捜査一課現場資料班 刑事。久美子とは第1作の時点から知り合いで、骨の鑑定を「捜査協力」という形で依頼する。いつも飄々としているが、時には久美子に助け舟ともいえる助言を与えることも。よく学内で牛乳を飲んでいる。
第7作では捜査一課の班長に就任。

### 警視庁捜査一課
清水和典
演 - 大高洋夫（第1作・第2作）
主任。
生田晃
演 - 猪狩賢二（第1作 - 第4作）
刑事。
松浪洋介
演 - 西田健（第1作）
係長。
高村新平
演 - 佐戸井けん太（第3作・第4作）
管理官。
佐藤元
演 - 宮川一朗太（第5作・第6作）
主任。12年前の殺人事件の当時の捜査担当（第5作）。

### 警視庁科学捜査研究所
日暮奈津
演 - 阿南敦子（第7作・第8作）
研究員。妙月堂の大福など甘いもの好きで、手土産を持って行かないと鑑定を後回しにされる。

### 久美子の親族
織田康恵
演 - 峯村リエ
久美子の義姉で省吾の妻。
織田省吾
演 - 山口粧太
久美子の兄。理容室「Barber オリタ」を経営。多忙の久美子のために娘の真琴を預かることがある。
織田翔太
演 - 柬理晴哉（第1作 - 第5作）
省吾と康恵の息子。
岬真琴
演 - 鍋本凪々美（第1作 - 第5作）
岬と久美子の娘。第7作では高校生になっている。
岬
演 - 藤岡太郎（第1作・第2作）
久美子の夫。人類学者。

### その他
二階堂信也
演 - 藤本悠希（第7作・第8作）
二階堂達也の息子。

### ゲスト
第1作「砂浜をさまよう白骨死体!? 22年前の殺人を六万年前の花粉が解く!!」（2010年）
- 野路直子 - あめくみちこ

人気絵本作家。鷹取が営む洋食店の常連客。
- 鷹取清香 - 木内晶子（少女期：木村真那月）

行夫の娘。夫との間に第1子を妊娠している。
- 鷹取優也 - 蟹江一平

清香の夫。身重の妻を気遣う。
- 鷹取照美 - 寺田千穂

行夫の妻で、旧姓は西野。22年前に当時25歳で失踪して以降、消息不明となっている。
- 夏目麻紀 - 原久美子

ファッション評論家。九十九里の砂浜で他殺死体となって発見される。
- 野路由武 - 斉藤陽一郎

直子の夫。画家だったがスペインで病死。
- 仲里浩司 - 湯江健幸

冒頭の殺人被害者となったフリージャーナリスト。鷹取の取材も行っていたが、何らかのトラブルがあった様子。
- 石戸千恵子 - 大島蓉子

照美の親類。照美のDNA鑑定に協力する。
- 小宮史織 - 大家由祐子

夏目麻紀の秘書。
- 主婦 - 夏野まあや
- 槙原 - 住吉晃典

警官。
- 鷹取行夫 - 石丸謙二郎

洋食店を営むシェフ。冒頭の被害者との口論から容疑者として疑われる。

第2作「死者を蘇らせるワインの謎!? 殺人犯は12倍速で白骨化する!!」（2011年）
- 菊池薫（岬久美子の学生時代の友人・弁護士・秋山ワイナリーに恩がある） - 鈴木浩介
- 武藤泉（ホステス・本名「秋山真美」） - 遊井亮子（少女期：清水らら）
- 秋山正彦（友子の父親） - 隆大介
- 篠崎裕作（山梨県警勝沼警察署 刑事課 刑事） - 佐藤二朗
- 水口健介（秋山ワイナリーのスタッフ） - 本田大輔
- 井出壮太郎（焼き鳥店の店主） - マギー
- 堀江脩治（被害者・人気ソムリエ） - 松永博史
- 奥田博人（秋山ワイナリーに融資しているが…） - 新井康弘
- 酒井徹男（奥田の部下） - 草野康太
- 井出理奈（壮太郎の娘） - 大塚れな
- ラン（ホステス） - 水谷ケイ
- 県警刑事 - 住吉晃典、石川雄亮
- ユカリ（ホステス） - 気谷ゆみか
- TVレポーター - 重松愛子
- 秋山友子（真美の姉・堀江の婚約者） - 中島ひろ子
- 秋山恵子（友子の母親） - 黒田福美

第3作「光る肋骨と緑色の頭蓋骨の謎！後頭部を触れば犯人が分かる!?」（2013年）
- 江成由紀乃 - 伊藤かずえ（高校生：田中萌亞名）

帝都ホテルチェーンの創業者一族の娘。恵津子、正美とは高校時代からの親友。
- 宮内正美 - 山下容莉枝（高校生：高井泉帆）

結婚サービス業経営者。恵津子、由紀乃とは高校時代からの親友。
- 徳田楓 - 仲村瑠璃亜（幼少期：三栖苺永 / 9歳：田口乙葉）

岬久美子の教え子で、徳田家の娘。10年前、江成文香と間違えられて誘拐され、事件の記憶が離れずに苦悩する。
- 江成文香 - 寺島咲（幼少期：大庭愛未 / 少女期：内村つぐみ）

岬久美子の教え子で、江成家の娘。楓とは親友同士。
- 江成勇 - 冨家規政

江成由紀乃の夫で、婿養子の帝都ホテル社長。徳田楓の誘拐の際、身代金を立替払いする。
- 菅原昭博 - KONTA

正美の知人で、ミュージシャンと名乗っているが実際はフリーター。10年前に徳田楓を誘拐した実行犯。
- 徳田孝行 - 筒井巧

恵津子の夫で、楓の父。職業はタクシー運転手。
- 足立苑子 - 中村綾

冒頭の殺人被害者。かつて帝都ホテルのバーでピアニストをしていたが、江成勇が社長に就任した後にリストラされている。
- 石上勝也（鎌倉のバーのオーナー） - 内野智
- 小西良子 - 夏秋佳代子

平山泰正が生前よく通っていたブックカフェの店員。
- 女子柔道部員 - 植田ゆう希
- 平山泰正 - 本田博太郎

江成家の先代の元お抱え運転手。リストラでの解雇後に孤独死し、白骨遺体で発見される。
- 捜査一課刑事A - 住吉晃典
- 山室 - 野上幸造

刑事。
- 街金 - 松原正隆
- 金融屋 - 鈴木誠克
- 捜査員 - 猪股厚志、伏見雅俊、竹下諒一、岩﨑稜
- 徳田恵津子 - 床嶋佳子（15歳：井越有彩））

エターナルブーケの作家。由紀乃、正美とは高校の林間学校をきっかけに親友となった。
- その他 - 右門青寿、小池榮、名取幸政

第4作「死を呼ぶ遺言!? 落雷で殺された相続人と抱き合う白骨の女…ミニスカートの美人妻は2度死ぬ!!」（2013年）
- 小泉理恵 - 青山倫子

宣也の妻。「子育てを郷里でしてほしい」という宣也の願いから、晴代たちのもとに身を寄せている。本名「大久保優子」。
- 小泉万里亜 - かでなれおん

隆一の妻で、津上歯科クリニックの事務員。宣也の幼馴染でもある。「2年前とは違う」という言葉を久美子に電話で話した矢先に転落死する。
- 朝倉礼史 - 東根作寿英

「久泉堂」の職人
- 小泉隆一 - 飯田基祐

「久泉堂」東京店長。長男ではあるが、晴代の実子ではなく、隆宣の先妻の息子。
- 小泉宣也 - 山口翔悟

晴代の次男。長野の山中で白骨化した遺体となって発見される。
- 根本茂 - 深沢敦

長野県警刑事。長野の白骨鑑定を久美子たちに依頼する。
- 小泉理恵 - 橋本マナミ

本物の「小泉理恵」。
- 川越柾 - 村杉蝉之介

「久泉堂」営業部長。「白骨が宣也では困る」と久美子に鑑定書を書き換えるよう要求したが、何者かに殺害される。
- 小泉隆宣 - 並樹史朗

晴代の亡き夫。
- 立花早苗 - 清水めぐみ

訪問看護員。
- 磯部 - 草薙良一

和菓子の木型の職人。
- ガソリンスタンド店員 - 田口主将
- 木山 - 藏内秀樹

本物の「小泉理恵」の父。農家。
- 小泉友宣 - 多々良慶

宣也と理恵の息子。
- 捜査一課刑事A - 住吉晃典
- 山林伐採作業員 - 猪股厚志
- 刑事C - 野上幸造
- 山林伐採作業員 - 竹下諒一
- 小泉晴代 - 高橋ひとみ

長野県の和菓子屋「久泉堂」の社長。
- 天野郷子 - 草笛光子

元人類学者。岬久美子の恩師。

第5作「光る白骨の美女！ピアニスト連続殺人の裏に女系家族の愛と欲…転落死したら骨折が治った!?」（2014年）
- 小野寺さくら（あやめの姉・旧姓「最上」） - 小沢真珠（幼少期：安生悠璃菜 / 少女期：鉄戸美桜）
- 最上まゆみ（あやめの妹） - 三津谷葉子（1歳：平野優多 / 幼少期：高嶋琴羽）
- 最上あやめ - 大塚千弘（幼少期：平手彩羽 / 中学生：内田愛）

世界的ピアニスト。西奥多摩の柳沢渓谷で白骨となって発見される。12年前の失踪直前、殺人事件の重要参考人となっていた。
- 岩崎卓人（ピアニスト） - 長谷川朝晴
- 鍋島美鈴（時子の娘） - 末永遥
- 添田伊佐男 - デビット伊東

作曲家。あやめの師。12年前の殺人事件の被害者。
- 添田留美子（伊佐男の妻） - 渡辺梓
- 若田巌（鑑識官） - 難波圭一
- 小野寺花菜 - 染野有来

さくらの娘。華枝のピアノ教室に通っている。
- 山中（鑑識員） - 川渕良和
- 第一発見者の釣り人 - 平林弘太朗
- ピアニスト - 上杉彩乃
- 鍋島時子 - 鷲尾真知子
- 最上華枝 - 中田喜子

あやめの母。専業主婦だったが、添田にあやめのピアノの才能を見出される。
- その他 - 宇山けん、日和佐裕子（スタント）

第6作「骨の叫びを聞く女！18年前に消えた不倫カップルの謎!! 結婚指輪が暴く痛みの記憶…母親の背中から見た偽りの風景!?」（2016年）
- 永田賢二（オーガニックレストラン「アマルフィ」オーナーシェフ・海辺のオーガニックファーム「彩浜農園」元経営者） - 勝野洋
- 永田泉（永田と清美の娘・「アマルフィ」店員） - 逢沢りな（幼少期：古川凛）
- 稲葉豊（「アマルフィ」共同経営者） - 五代高之
- 永田清美（永田の妻・18年前 哲平とともに失踪） - 白羽ゆり
- 宮村涼平（泉の恋人・「アマルフィ」見習いシェフ） - 武田航平（幼少期：高梨理央）
- 東千春（東の妻・彩浜農園 従業員） - 小柳友貴美
- 宮村哲平（涼平の兄で元陸上選手・彩浜農園 元従業員・18年前 清美とともに失踪） - 馬場良馬
- 御菓子司「蓮美堂」店主 - うじすけ
- 鑑識員 - 大月秀幸、渡部遼介
- 神奈川県三浦半島の住民 - 堂下勝気
- レポーター - 藤田りえ
- 従業員 - 猪股厚志
- 宮村明代（涼平と哲平の母・彩浜農園 従業員） - 立石涼子
- 東忠弘（彩浜農園 現経営者） - 苅谷俊介
- 鈴木多香子（「アマルフィ」の客） - 国生さゆり

第7作「光るガラスが未解決事件を解く！夫と消えたアモーレはどこ」（2017年）
- 龍野彩乃（龍野祥一の妹・ガラス工芸作家・高倉の元恋人） - 毬谷友子
- 龍野祥一（ロゼッタ硝子 前社長・1年前 下請け会社「高倉ガラス工房」に取り引き中止を伝えた5日後に絞殺） - 団時朗
- 浜野千絵子（龍野家の家政婦） - 岩橋道子
- 龍野聖（ロゼッタ硝子 現社長・龍野祥一の息子） - 青木伸輔
- 新堂由美（聖の秘書） - 大村彩子
- 矢吹勝（高倉ガラス工房 職人） - 武子太郎
- 岬久美子が講師の「縄文人の暮らし」の見学者 - 笠松基生、岩田丸、しのへけい子、森澤早苗
- 不動産会社社員（白骨死体の第一発見者） - 冴羽一
- 刑事 - 宮下忠人、黒川昌信
- 高倉徹郎（高倉ガラス工房 経営者・1年前失踪） - 寺泉憲
- 高倉豊美子（高倉徹郎の妻） - 市毛良枝

第8作「骨の声を聞く女！桜の下に眠る骨の謎!? 死を呼ぶ学園!! 女性理事長の秘密…」（2019年）
- 青嶋光留（都和子の息子） - 金井勇太
- 立花かおり（青嶋学園 英語教師・光留の同級生） - 黒川芽以
- 青嶋一彦（青嶋学園 副理事長・都和子の甥・創設者の長男の子） - 弓削智久
- 野口高史（ディレクター） - 吉見一豊
- 倉田俊郎（青嶋学園 事務長） - 野添義弘
- 石川（カメラマン） - 加藤満
- 田中（撮影スタッフ） - 若林久弥
- 正峰村の地主 - 福井裕子
- 清水（居酒屋の店主） - 林和義
- 正峰村の住人 - 原田文明
- 記者 - 細越みちこ、三原一太
- 撮影スタッフ - 美都
- 宮部保昭（清掃会社「光西社清掃センター」職員） - 深水三章
- 青嶋都和子（青嶋学園 理事長） - キムラ緑子

## スタッフ
- 脚本 - 真部千晶、伊藤洋子
- 音楽 - 吉川清之
- 監督 - 藤岡浩二郎
- ナレーター - 半田裕典（第8作）
- 法人類学監修 - 橋本正次（東京歯科大学）
- 鑑定指導 - 笠原典夫、中村安孝
- 警察監修 - 倉科孝晴
- CG - 日本映像クリエイティブ、グレートインターナショナル
- 技斗 - 深作覚(1-3)、岡けんじ(4-)
- 技術協力 - アップサイド、ブル、日本シネサービス、サウンドライズ
- 仕上協力 - バウムレーベン、東映ラボ・テック
- 美術協力 - 東京美工、紀和美建、高津装飾美術
- ゼネラルプロデューサー - 関拓也[53]（テレビ朝日 / 第7作 - ）
- 現プロデューサー - 船津浩一（テレビ朝日 / 第6作 - ）、目黒正之（東映 / 第1作 - ）
- 旧プロデューサー - 小野川隆（東映 / 第1作）
- 制作 - テレビ朝日、東映

## 放送日程
- 第3作は22時45分から翌0時51分までの放送（『開局55周年記念特番2013ワールド・ベースボール・クラシック1次ラウンド「日本×ブラジル」』延長のため。
- 第5作は22時から翌0時06分までの放送（『フィギュアグランプリシリーズ2014　中国大会　女子フリー・男子フリー』延長のため。

| 話数 | 放送日         | サブタイトル                                                                                               | 脚本              | 監督       | 視聴率 |
| ---- | -------------- | --- | ----------------- | ---------- | ------ |
| 1    | 2010年09月04日 | 砂浜をさまよう白骨死体!? 22年前の殺人を六万年前の花粉が解く!!                                              | 真部千晶          | 藤岡浩二郎 | 11.9%  |
| 2    | 2011年08月06日 | 死者を蘇らせるワインの謎!? 殺人犯は12倍速で白骨化する!!                                                    | 真部千晶          | 藤岡浩二郎 | 13.3%  |
| 3    | 2013年03月02日 | 光る肋骨と緑色の頭蓋骨の謎！後頭部を触れば犯人が分かる!?                                                   | 真部千晶          | 藤岡浩二郎 | 10.2%  |
| 4    | 9月21日        | 死を呼ぶ遺言!? 落雷で殺された相続人と抱き合う白骨の女… ミニスカートの美人妻は2度死ぬ!!                     | 真部千晶          | 藤岡浩二郎 | 11.9%  |
| 5    | 2014年11月08日 | 光る白骨の美女！ピアニスト連続殺人の裏に女系家族の愛と欲… 転落死したら骨折が治った!?                       | 真部千晶          | 藤岡浩二郎 | 12.5%  |
| 6    | 2016年06月11日 | 骨の叫びを聞く女！18年前に消えた不倫カップルの謎!! 結婚指輪が暴く痛みの記憶…母親の背中から見た偽りの風景!? | 真部千晶          | 藤岡浩二郎 | 10.4%  |
| 7    | 2017年06月25日 | 光るガラスが未解決事件を解く！ 夫と消えたアモーレはどこ                                                    | 真部千晶          | 藤岡浩二郎 | -      |
| 8    | 2019年06月27日 | 骨の声を聞く女！桜の下に眠る骨の謎!? 死を呼ぶ学園!! 女性理事長の秘密…                                      | 真部千晶 伊藤洋子 | 藤岡浩二郎 |        |

- 視聴率はビデオリサーチ調べ、関東地区・世帯・リアルタイム。

### テレビ朝日
- 人類学者・岬久美子の殺人鑑定 - ウェイバックマシン（2016年3月4日アーカイブ分）
- 人類学者・岬久美子の殺人鑑定2 - ウェイバックマシン（2016年3月5日アーカイブ分）
- 人類学者・岬久美子の殺人鑑定3 - ウェイバックマシン（2014年2月3日アーカイブ分）
- 人類学者・岬久美子の殺人鑑定4 - ウェイバックマシン（2016年6月13日アーカイブ分）
- 人類学者・岬久美子の殺人鑑定5 - ウェイバックマシン（2016年3月5日アーカイブ分）
- 人類学者・岬久美子の殺人鑑定6 - ウェイバックマシン（2016年5月17日アーカイブ分）
- 人類学者・岬久美子の殺人鑑定7 - ウェイバックマシン（2017年6月25日アーカイブ分）
- 人類学者・岬久美子の殺人鑑定8 - ウェイバックマシン（2019年6月16日アーカイブ分）

### 東映
- 人類学者・岬久美子の殺人鑑定3 - ウェイバックマシン（2021年7月29日アーカイブ分）
- 人類学者・岬久美子の殺人鑑定4 - ウェイバックマシン（2021年7月29日アーカイブ分）
- 人類学者・岬久美子の殺人鑑定5 - ウェイバックマシン（2021年7月29日アーカイブ分）
- 人類学者・岬久美子の殺人鑑定6 - ウェイバックマシン（2022年3月17日アーカイブ分）
- 人類学者・岬久美子の殺人鑑定7 - ウェイバックマシン（2020年11月27日アーカイブ分）
- 人類学者・岬久美子の殺人鑑定8 - ウェイバックマシン（2021年7月29日アーカイブ分）

### 動画
- 人類学者・岬久美子の殺人鑑定 - テレ朝動画
- 人類学者・岬久美子の殺人鑑定 - TELASA